# Christophe Kern

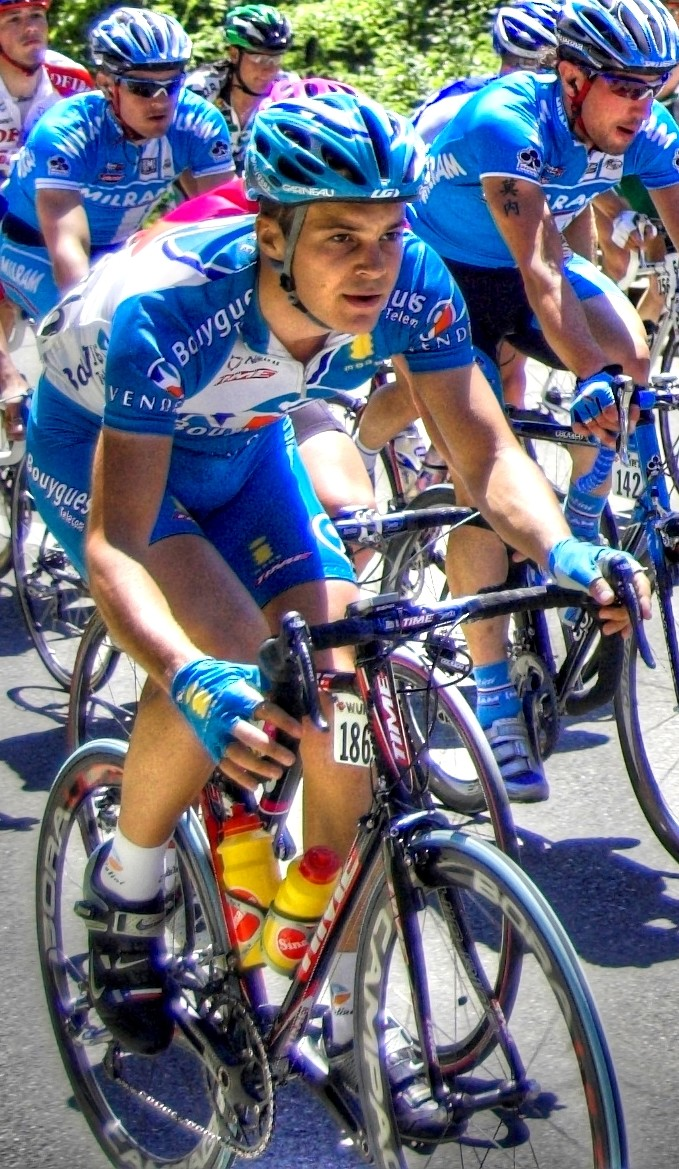
Christophe Kern em 2006

Christophe Kern (Wissembourg, 18 de janeiro de 1981) é um ciclista francês, da equipe Bbox Bouygues Telecom.